# Sedum cepaea
Sedum cepaea o cepea és una espècie de planta crassulàcia.

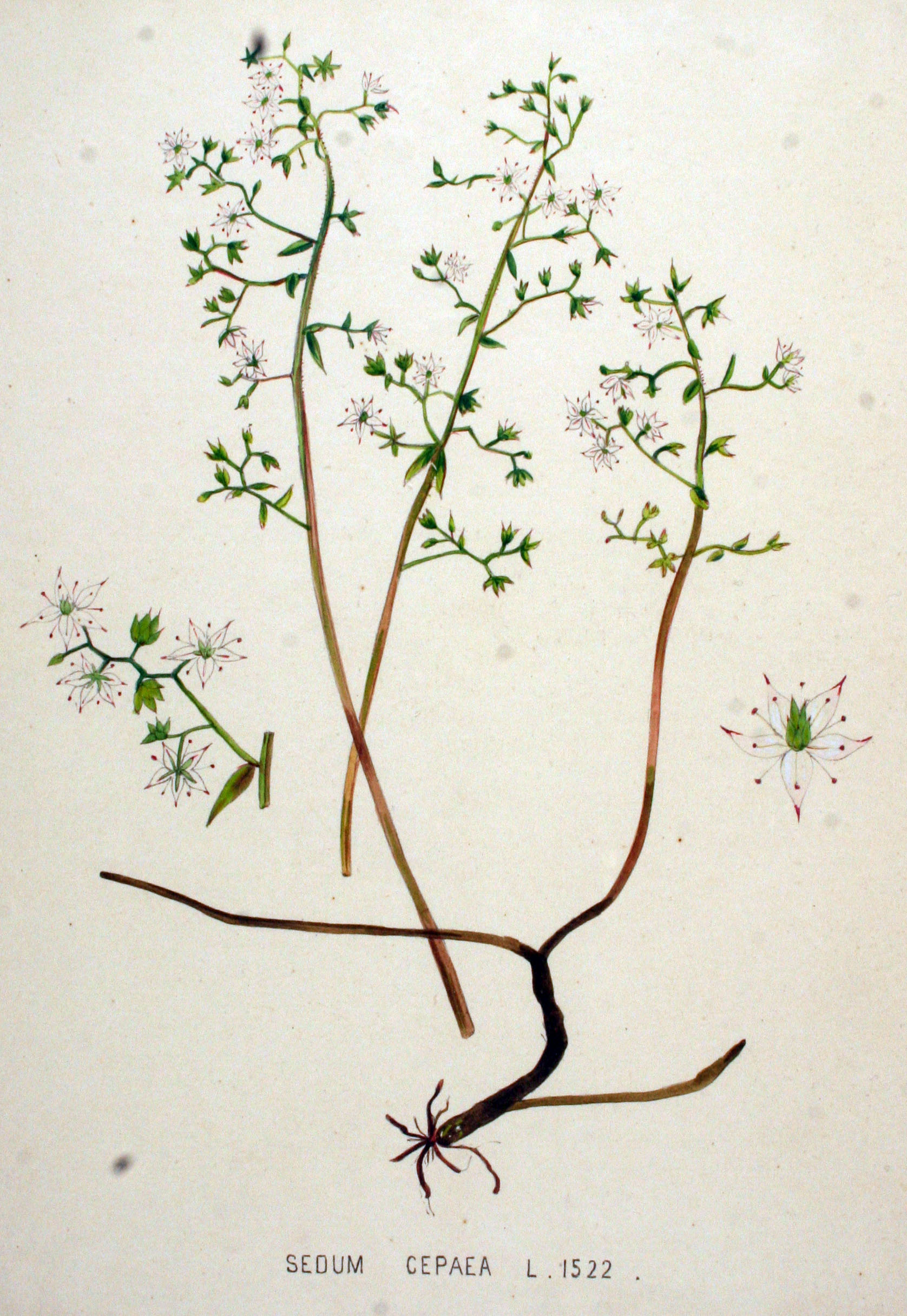
Il·lustració

## Descripció
És un planta anual suculenta o, rarament, biennal o perenne, en part amb indument glandulós, verdosa. Tija de (10)15-28(40) cm, erecta o ascendent. Fulles de (12)15-20(30) x (3)4-6(7) mm, oposades o verticil·lades, obovades, les inferiors generalment peciolades, planes, glabres. Inflorescència en panícula allargada. Flors pentàmeres; pedicels (1,5)2,5- 4,5(5,5) mm. Sèpals 1-1,5 mm, soldats a la base formant un tub molt curt. Pètals (2,5)3-4(5) mm, lliures i amb el nervi mitjà més fosc. Fruit en fol·licle 3-4 mm.

## Distribució i hàbitat
Es troba en zones rocoses ombrívoles, preferentment silícies; a una altitud de 150-1300 metres a les muntanyes d'Europa meridional. Pirineus orientals, la Rioja i muntanyes basques.

## Taxonomia
Sedum cepaea va ser descrita per Linnaeus i publicat a Species Plantarum 431. 1753.
Etimologia
cepaea: és un epítet específic llatí que significa "com una ceba".
Sinònims
- Anacampseros cepaea (L.) Willd.
- Cepaea caesalpini Fourr.
- Sedum amani Post
- Sedum calabrum Ten.
- Sedum gallioides All.
- Sedum spathulatum Waldst. & Kit.
- Sedum strictum K.Koch
- Sedum tetraphyllum Sm.[4]